# 路易丝·米歇尔站
路易絲·米歇爾站（法語：Louise Michel）是巴黎地鐵3號線的一個車站，位於巴黎西北部勒瓦盧瓦-佩雷。路易絲·米歇爾站開業於1937年9月24日，是巴黎地鐵3號線延伸工程的一部分。该站原名“瓦利耶站”（法語：Vallier），后于1946年更名为“路易絲·米歇爾站”以纪念巴黎公社人物路易丝·米歇尔。

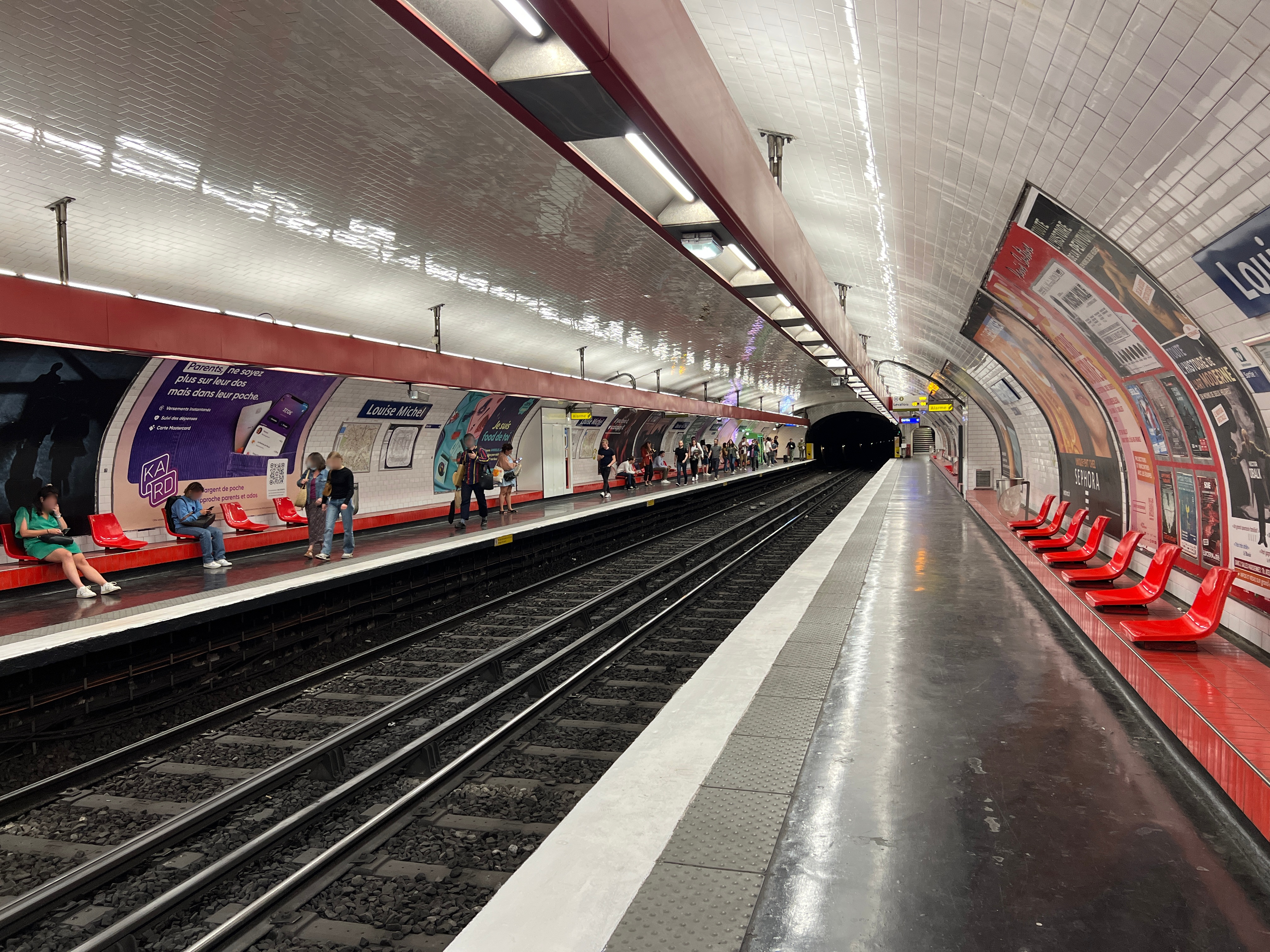
月台 (2022年7月)

## 車站結構
| 街道      |                    |                                      |
| B1        | 夾層               |                                      |
| 3號線月台 | 側式月台，右側開門 | 側式月台，右側開門                   |
| 3號線月台 | 西行               | 往勒瓦盧瓦橋-培根（阿納托勒·法蘭西） |
| 3號線月台 | 東行               | 往加列尼（尚佩雷門）                 |
| 3號線月台 | 側式月台，右側開門 |                                      |